# Refuge du Birgitzköpfl
Le refuge du Birgitzköpfl est un refuge de montagne appartenant à la section autrichienne des Amis de la Nature, sur la montagne éponyme des Alpes de Stubai.

## Géographie
Le refuge se situe au nord-est du chaînon du Kalkkögel, entre la vallée du Geroldsbach près de Götzens et la vallée de l'Axamer Bach près d'Axams.

## Histoire
Plusieurs compétitions des Jeux olympiques d'hiver de 1964 et de 1976 à Innsbruck ont lieu sur les pentes du Birgitzköpfl.
L'Alten Birgitzköpflhütte, construit dans les années 1960, sert maintenant de maison de vacances et dispose de 22 lits. Le nouveau Birgitzköpflhaus, bâti dans les années 1970, dispose de 31 lits.
En 1982, le télésiège conduisant d'Axamer Lizum au Birgitzköpfl est édifié ainsi que l'arrêt du Muttereralmbahn. Entre 2000 et 2006, le Muttereralmbahn est fermé, l'arrêt rouvre plus tard.
Depuis 2012, un télésiège direct sur le Birgitzköpfl est envisagé, tout comme une liaison avec le refuge.
Une piste de ski mène au Mutterer Alm.

## Sites à proximité
Refuges
- Refuge Adolf-Pichler (1 977 m, 3 heures de marche)
- Schlicker Alm (1 616 m, 3 heures et demie)
- Götzner Alm (1 542 m, 40 minutes)
- Mutterer Alm (1 608 m, 70 minutes)

Sommets
Le refuge est le point de départ pour les itinéraires suivants :
- Hoadl (2 340 m)
- Saile (Nockspitze) (2 403 m)
- Ampferstein (2 556 m)
- Marchreisenspitze (2 620 m)
- Hochtennspitze (2 549 m)
- Pfriemeswand (2 103 m)
- Spitzmandl (2 206 m)
- Birgitzköpfl (1 982 m)